# Pavel Doležel
Pavel Doležel (* 30. November 1940 in Černá Hora, Mähren) ist ein ehemaliger tschechoslowakischer Radrennfahrer, Sportfunktionär, Direktor der Friedensfahrt und Arzt. Er gehörte dem Club Favorit Brno an.

## Laufbahn

### Werdegang als Arzt
Nach seiner ersten Promotion 1973 an der Masaryk-Universität in Brünn arbeitete Doležel ab 1977 in Bratislava als Facharzt für Gynäkologie und Geburtshilfe. 1982 wechselte er nach Prag, wo er Facharzt für Sportmedizin wurde. Gleichzeitig war er von 1979 bis 198 Verbandsarzt für Radsport an der Sportmedizinischen Universitätsklinik in Brünn. 1989 erhielt er in Stuttgart die Zusatzbezeichnung Sportmediziner. Am Olympiastützpunkt Stuttgart übernahm er von 1988 bis 1997 die sportmedizinische Betreuung von Spitzenathleten verschiedener Sportarten. Doležel promovierte 1991 ein zweites Mal, diesmal an der Eberhard Karls Universität Tübingen. Eine Akupunkturausbildung schloss er 1996 in München mit dem Diplom A ab, 1999 wurde er in Stuttgart Facharzt für Allgemeinmedizin.

### Werdegang als Radrennfahrer
Von 1963 bis 1968 war er Fahrer und Kapitän der tschechoslowakischen Nationalmannschaft für die Internationale Friedensfahrt, bei der er sechsmal startete und zwei Etappensiege erzielte. Bei seinem Friedensfahrt-Debüt 1963 wurde er bereits 11. in der Gesamteinzelwertung, 1964 mit einem Etappensieg 14. und 1965 Zweiter mit weiterem Etappensieg. 1966 landete er auf dem 13. Gesamtrang des „Course de la Paix“, belegte 1967 den 8. und 1968 den 16. Platz.
Einmal bestritt er die Tour de l’Avenir (1963) und endete auf Platz 55.
Bei internationalen Etappenrennen war er 1965 Sieger der Tour of Scotland, 1966 Zweiter der Slowakei-Rundfahrt und 1967 Fünfter der Österreich-Rundfahrt, wo er zwei Etappensiege feiern konnte. Seine beste Platzierung bei Straßen-Weltmeisterschaften erreichte er 1967 mit dem 13. Platz, während er zum Abschluss seiner Karriere 1974 die Bronzemedaille für den 3. Platz bei den Bahn-Weltmeisterschaften in der Mannschaftsverfolgung erkämpfte. Kurz zuvor war er mit dem Team von Dukla Brno tschechischer Meister in der Mannschaftsverfolgung geworden. Bei den UCI-Straßen-Weltmeisterschaften 1966 auf dem Nürburgring belegte er im Straßenrennen der Amateure den 52. Platz.
Als 33-Jähriger beendete er im selben Jahr seine aktive Zeit als Radsportler. Einige Jahre war er Nationaltrainer der Straßenradsportler in seiner Heimat.

## Direktor der Friedensfahrt
Von 1993 bis 2005 war Pavel Doležel Direktor der Friedensfahrt in der Agentur Merk. Doležel und der Organisator für den deutschen Teil, Jörg Strenger, gerieten über die Schutzmarke „Friedensfahrt“ in Streit. Gustav-Adolf Schur hatte die Rechte an dem Wort „Friedensfahrt“ und das Logo (die Friedenstaube) an Strenger abgetreten. Doležel und Strenger haben dann ihr Wirken an der Friedensfahrt eingestellt.

## Ehrungen
Pavel Doležel wurde 1965 Gewinner der jährlichen Umfrage zum Král cyklistiky (Radsportkönig) des Radsportverbandes Československý svaz cyklistiky. Er war damit der erste Radsportler, dem diese Ehre zuteilwurde.